# Marpissa arenaria
Marpissa arenaria är en spindelart som beskrevs av Arthur Urquhart 1888. Marpissa arenaria ingår i släktet Marpissa och familjen hoppspindlar. Inga underarter finns listade i Catalogue of Life.